# حناشه
حناشه (به عربی: حناشة) یک شهرداری در الجزایر است که در استان مدیه واقع شده‌است. حناشه ۵۴ کیلومتر مربع مساحت و ۴٬۸۸۲ نفر جمعیت دارد.